# 咕伊
咕伊（鄒語：Ku-a-li），是台灣鄒族神話中的一種妖怪，喜歡殺人，後來被族人給殺害，身體化為貓頭鷹，也是鄒族稱呼貓頭鷹的方式之一。

## 習性
關於咕伊的外表並沒有確切的記載，只有表示牠是一種外表類似編竹環欄的妖怪，也有說法認為牠是隻巨鳥，並且喜歡殺人，特別是人類的小孩，如果牠要獵捕家裡的小孩的話，會先在外面發出「咕伊」的叫聲，讓家裡的小孩因為好奇而有所反應，咕伊便會闖進去將他們殺害。
另外，也有咕伊喜歡吃番石榴的說法。

## 傳說
據說過去達邦社附近有一戶人家，父母要去其他地方參加一場宴會。臨走前父母叮嚀孩子如果在外面聽到「咕伊」的聲音的話絕對不能模仿著叫，孩子雖然答應了，可是在父母離開後響起的那些聲響實在太過奇怪，他們好奇之下還是學著叫，知道家裡有小孩的咕伊便闖進去殺死他們、並把其中一人的身體剁成肉塊。
而就在這時，父母回來了，看到咕伊殺了孩子，父親一氣之下拿起長槍把牠殺害並像牠對孩子做的一樣剁成肉塊，而剁成的肉塊卻又變成一隻隻貓頭鷹，飛入森林中，而堆在一起的孩子屍塊竟奇蹟似地死而復生。
後續
後來，族人稱呼發生地點為「咕伊阿那」（Ku-a-li-a- na，貓頭鷹之地），還會以牠來恐嚇哭鬧不停的孩子。